# Пармантье, Мишель
Мишель Пармантье (фр. Michel Parmentier; 1938 — 24 июня 2000) — французский художник. В 1966 году вместе с Даниелем Бюреном, Оливье Моссе и Нилем Торони, был соучредителем со арт-группы БМПТ, бросившей вызов устоявшимся методам художественного творчества. Радикальный концептуалист, приверженец минимализма вплоть до отрицания живописи — прекратил рисовать между 1968 и 1983 годами. 

## Биография
Родился в 1938 году в Париже во Франции. Учился в École des Métiers d'Art, где познакомился с Даниелем Бюреном, впоследствии с которым участвовал в создании арт-группы БМПТ. 

## Творчество
В октябре и ноябре 1965 года Парментье, отвергавший любые выразительные и повествовательные аспекты живописи, начал экспериментировать со светом и цветом: рисуя на холсте неравномерно окрашенные горизонтальные полосы (высотой 38 см) — чередуя белый и один из цветов. Эти работы рассматриваются как часть процесса, ведущего к постепенному развитию техники контуров Парментье. Парментье создавал эти произведения в технике pliage (складывание) — техники, изобретенной в 1960 году Саймоном Хантаи — которая с этого момента стала единственным рабочим методом художника. В течение трёх лет Парментье, работал только с подобными картинами: каждый год меняя цвет полос: синий в 1966 году, серый в 1967 году, красный в 1968 году.
В 1966 году Парментье выставлялся в основном вместе с Даниэлем Бюреном. В течение 1967 года он выставлялся вместе с Буреном, Моссетом и Торони как часть группы, известной как БМПТ, которая привлекла внимание своими публичными акциями. В конце года Парментье выпустил брошюру, в которой говорилось, что «Группа Бюрен - Моссе - Парментье - Торони больше не существует». Его уход стал причиной распада группы в 1967 году.
Сам Парментье прекратил рисовать позже, в 1968 году. Однако, когда его пригласили принять участие в выставке «Douze Ans d'art современник во Франции 1960–1972» в Большом дворце в Париже, Парментье согласился показать по одному полотну из 1966, 1967 и 1968 годов. В «открытом письме» куратору выставки Франсуа Матею он изложил свои причины, по которым дал согласие выставлять свою «объективно подрывную» работу и пришел к выводу, что «прекращение деятельности — это форма подрывной деятельности, которую невозможно восстановить». В 1978 году он выставил три полотна (1966, 1967, 1968) в Galerie Liliane & Michel Durand-Dessert, а звездочка в приглашении означала, что «Мишель Парментье бросил живопись навсегда в течение 1968 года». 
В сентябре 1983 года, после пятнадцатилетнего перерыва, Парментье возобновил рисование. «Я окончательно прекратил рисовать. Это очень точно означает, что я могу вернуться к этому, не объясняясь». Он начал писать черно-белые полотна, похожие на его предыдущие работы, и работал в подобном стиле в течение двух лет.

## Награды
1963 — премия Лефранка